# Papilio demolion
Espèce
Papilio demolion ou Machaon à bandes de Birmanie est une espèce de lépidoptères (papillons) de la famille des Papilionidae. Cette espèce est présente en Asie du Sud-Est, en Birmanie, Thaïlande, Malaisie (est et péninsule malaisienne), Brunei, aux Philippines (Palawan), en Indonésie (Sumatra, îles Mentawaï, Nias, Bangka, Java, Lombok, Sumbawa et Kalimantan) et à Singapour.

## Description

### Imago
Cette espèce fait entre 75 et 95 mm d'envergure.
À l'avers les ailes antérieures sont noires, saupoudrées d'écailles plus clairs, et portent une bande morcelée blanche tirant sur le vert qui s'élargit vers le bord inférieur de l'aile. Les ailes postérieures sont prolongées de queues noires et portent une bande blanchâtre qui prolonge la bande des ailes antérieures, ainsi que des macules submarginales de même couleur et une tache orange marquée d'un point noir dans l'angle tornal. Chez la femelle la tâche orange s'étend sur la macule adjacente. 
Au revers les ailes antérieures et postérieures portent la même bande blanche qu'à l'avers, mais celle-ci est un peu plus large.  La base des ailes est plus claire et saupoudrées d'écailles blanches et les veines sont plus visibles. Les macules submarginales des ailes postérieures sont plus larges et sont composées d'une série de macules submarginales blanches surmontées de taches orange, puis de taches noires portant des lunules bleu-vert.
La tête, le thorax et l'abdomen sont noirs au-dessus, la tête et l'abdomen présentant des macules beige, et le dessous de la tête et du corps est beige.

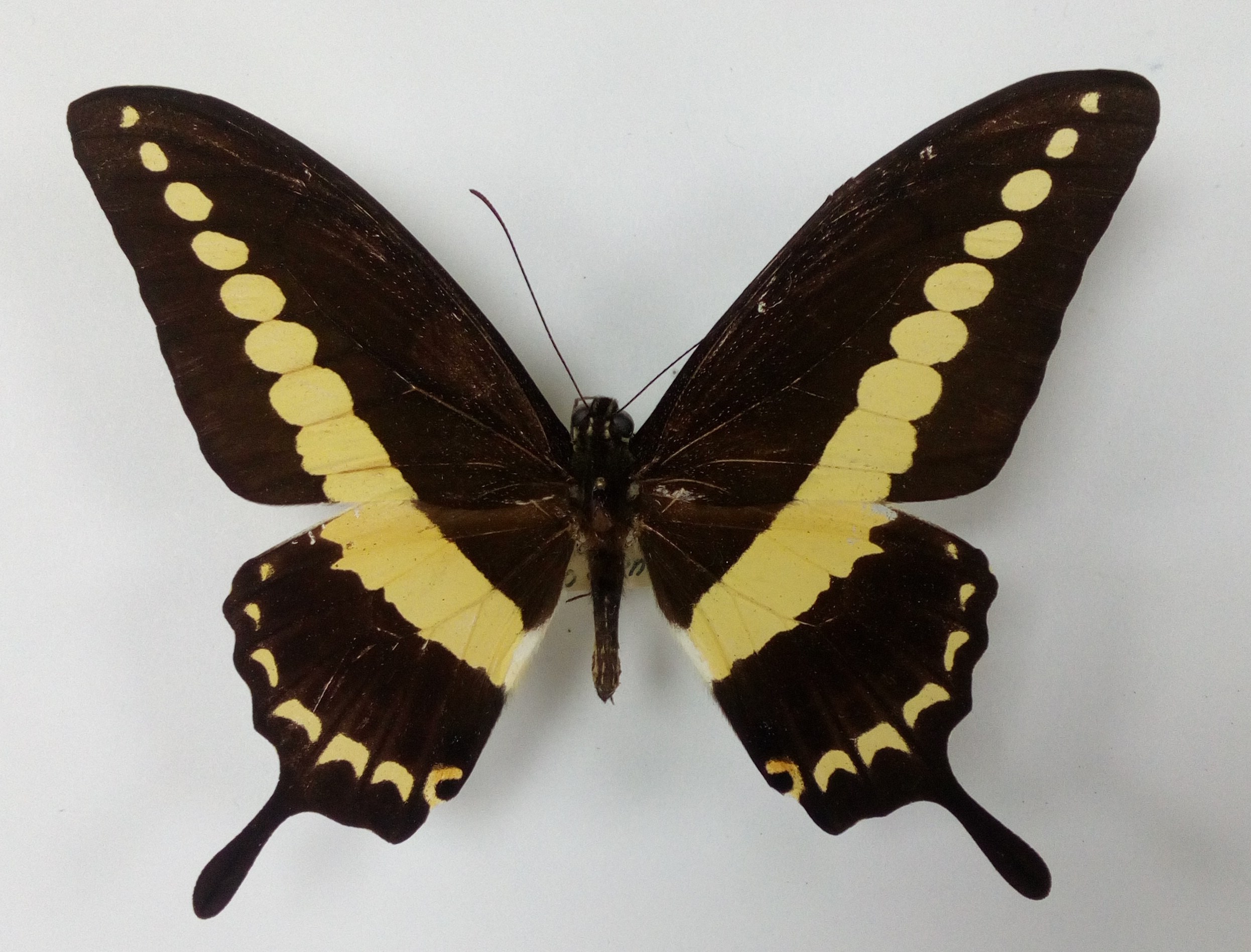
Papilio demolion (avers)
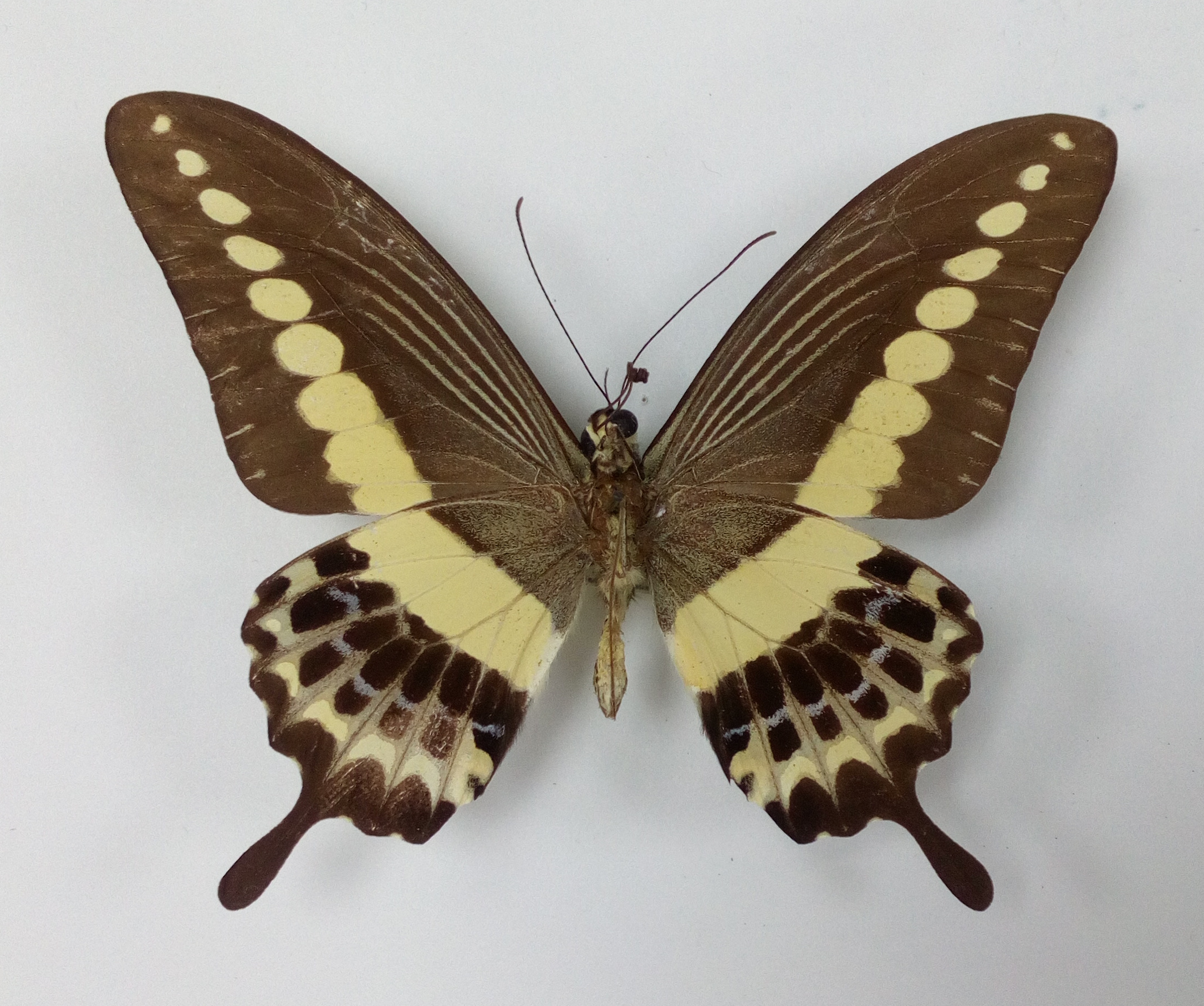
Papilio demolion (revers)
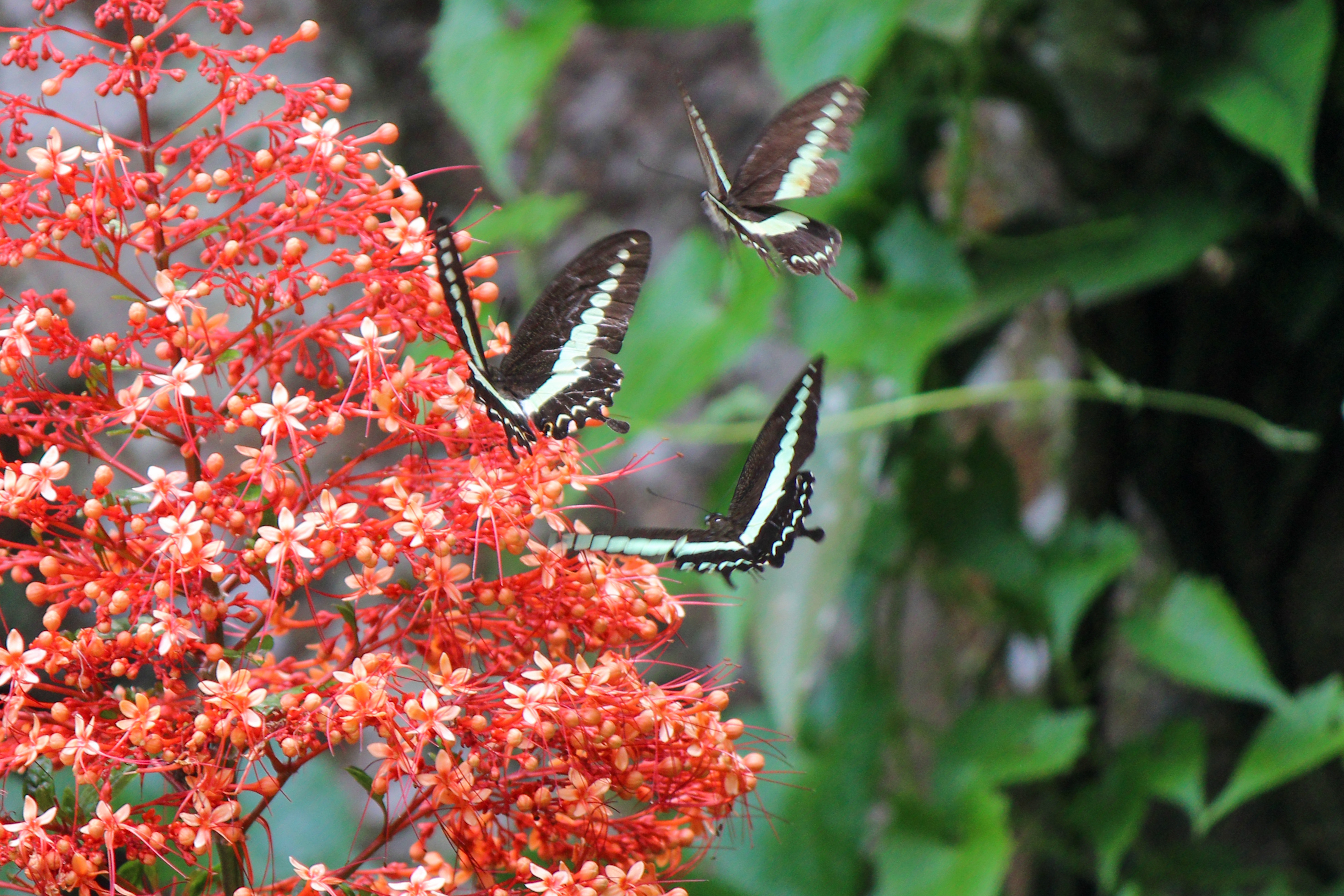
Papilio demolion en vol

### Juvéniles
Les oeufs sont sphériques et jaunâtres lors de la ponte. Ils mesurent entre 1,1 et 1,2 mm de diamètre et sont déposés par la femelle sous forme de pile collée à la plante-hôte par une substance jaunâtre. 
Lors de l'éclosion les chenilles mesurent 2,9-3 mm de long. Elles sont jaunâtres avec une tête marron et leur corps porte des touffes de setae. Le premier stade dure 3 jours. À la fin du 1er stade les chenilles atteignent 6 à 6,5 mm, leur partie thoracique est élargie et leur corps prend une couleur orangée. Le 2ème stade dure 2,5 à 3 jours. Les chenilles atteignent alors 10,5-11 mm. Au 2ème stade les setae sont moins visibles et plus courts et le corps et la tête sont orange et luisants. 
Le 3ème stade dure 3-4 jours et les chenilles mesurent jusqu'à 19 mm de long. L'apparence change peu par rapport au stade précédent, sinon que quelques points blancs apparaissent sur le corps. 
Le 4ème stade dure 4-5 jours et les chenilles atteignent 2,7-2,9 cm. En dehors de la taille l'apparence change peu par rapport au stade précédent.
Le dernier stade dure 6-7 jours et les chenilles atteignez 4,1-4,2 cm de long. L'apparence est nettement différente du stade précédent : le corps est mat et à dominante turquoise puis vire au vert lors des 2-3 derniers jours. La tête, le ventre et les pattes sont beiges, le corps porte également 3 ceintures beiges et une bande neige à l'avant du corps avec des ocelles noires de chaque côtés du corps.
L'osmeterium est brun-rouge à tous les stades, sauf au dernier stade où il est rouge rose.
La chrysalide est maintenue tête en haut par une ceinture de soie. Elle mesure 31-32 mm. Elle est très arquée et porte une paire de cornes céphaliques ainsi qu'une protubérance en forme de griffe sur le dos. Il existe une forme verte et une forme marron.

## Écologie
La femelle pond ses œufs sur la plante-hôte, sous forme de pile. Les oeufs sont maintenus entre eux et sur la plante-hôte par uns substance jaunâtre. Cette espèce utilise comme plante-hôte des plantes de la famille des Rutacées : genre Citrus (notamment Citrus limon et Citrus medica), Euodia (notamment Euodia roxburghiana), ainsi que Luvunga scandens, Luvunga crassifolia et Melicope lunu-ankenda.
Les oeufs éclosent au bout de 3-4 jours. Les chenilles passent par cinq stades avant de se transformer en chrysalide et maintiennent un comportement grégaire à tous les stades. Elles consomment leur coquille après l'éclosion puis se nourrissent des feuilles et des pétioles de la plante-hôte. 
Comme toutes les espèces de Papilionides les chenilles possèdent derrière la tête un osmeterium, organe fourchu qu'elles déploient pour faire fuir les prédateurs.
Le stade larvaire dure entre 19 et 21 jours. La chrysalide est maintenue tête en haut par une ceinture de soie, comme chez les espèces proches. L'imago émerge au bout de 13 jours.

Les adultes volent rapidement le long des chemins et des pistes forestières, tout en s'arrêtant occasionnellement pour visiter des fleurs. Pendant les heures plus fraiches du début et de la fin de la journée les adultes se reposent les ailes étalées. Les mâles sont souvent observés en train de faire du mud-puddling sur des sols humides.

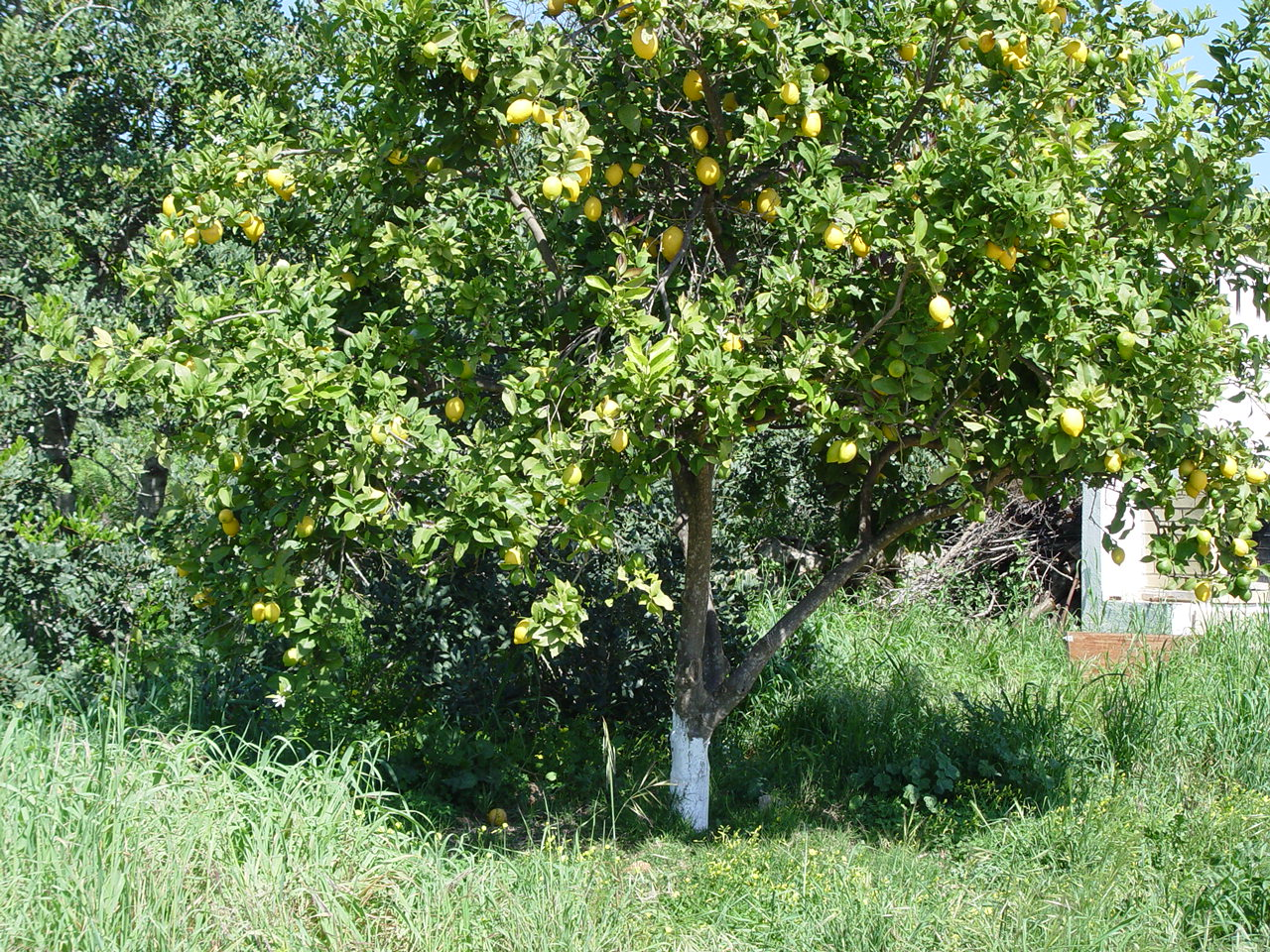
Citrus limon (citronnier), plante-hôte de Papilio demolion
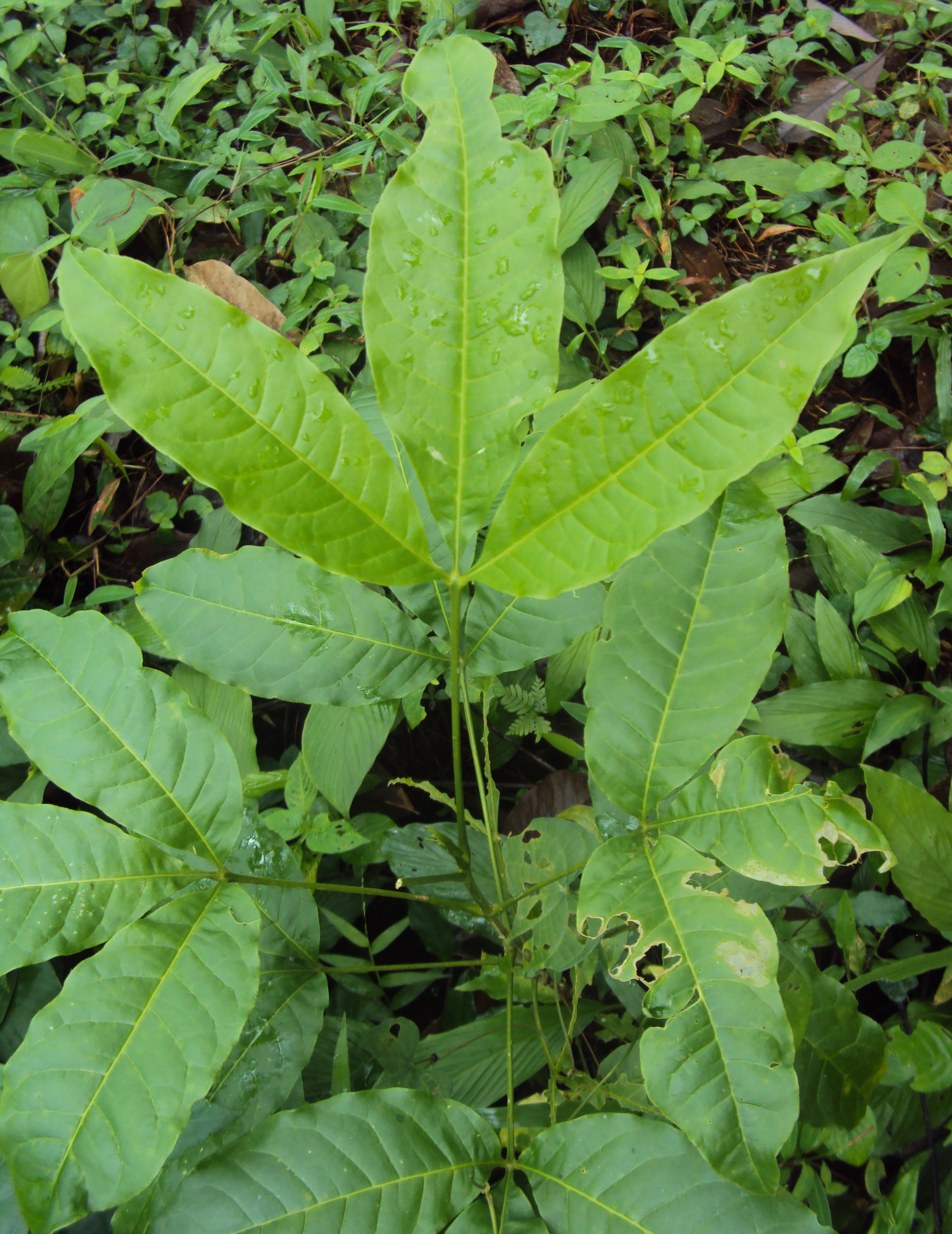
Melicope lunu-ankenda (autre plante-hôte)

## Habitat et répartition
Papilio demolion est présent en Asie du Sud-Est, en Birmanie, Thaïlande, Malaisie (est et péninsule malaisienne), Brunei, aux Philippines (Palawan), en Indonésie (Sumatra, îles Mentawaï, Nias, Bangka, Java, Lombok, Sumbawa et Kalimantan) et à Singapour. L'espèce vit sous les climats chauds, elle est notamment présente dans les friches et dans les mangroves.

## Systématique
L'espèce Papilio demolion a été décrite pour la première fois en 1776 par l'entomologiste Pieter Cramer dans De uitlandsche kapellen, voorkomende in de drie waereld-deelen Asia, Africa en America.

### Sous-espèces[5]
- Papilio demolion demolion Cramer, 1776
- Papilio demolion energetes Fruhstorfer, 1908 : Nias
- Papilio demolion delostenus Rothschild, 1908 : Palawan

## Papilio demolionet l'Homme

### Nom vernaculaire
Papilio demolion est appelé en anglais "Banded Swallowtail" et "Burmese Banded Swallowtail".

### Menaces et conservation
L'espèce n'est pas évaluée par l'UICN. En 1985 elle était considérée comme assez commune et non menacée. À Singapour elle est modérément commune.